# جوناثان ليجالي
جوناثان ليجالي (28 مايو 1991 بمونبلييه في فرنسا - ) (بالفرنسية: Jonathan Ligali)‏ هو لاعب كرة قدم فرنسي في مركز حراسة المرمى. شارك مع منتخب فرنسا تحت 18 سنة لكرة القدم ومنتخب فرنسا تحت 19 سنة لكرة القدم ومنتخب فرنسا تحت 20 سنة لكرة القدم. أما مع النوادي، فقد لعب مع نادي مونبلييه.

## وصلات خارجية
- جوناثان ليجالي على موقع الاتحاد الأوربي (الإنجليزية)
- جوناثان ليجالي على موقع قاعدة بيانات كرة القدم.إي يو (الإنجليزية)
- جوناثان ليجالي على موقع Soccerway.com (الإنجليزية)
- جوناثان ليجالي على موقع عالم كرة القدم.نت (الإنجليزية)
- جوناثان ليجالي على موقع AS.com (الإسبانية)